# タイペイエクスチェンジ
タイペイエクスチェンジ（英語: Taipei Exchange、 TPEx）は、台湾における店頭（OTC）取引銘柄を取引する証券市場の一つ。中国語表記は、「證券櫃檯買賣中心」（拼音：Chèng-kǹg Kūi-tâi Bé-bē Tiong-sim、証券店頭取引センター）。1994年11月1日にグレタイ証券取引所（GTSM）として設立。

## 概説
台湾のみならずアジア各国の新興企業の受け皿となっており、「台湾のNASDAQ」とも称される。2020年9月17日には、日系企業として初めてくら寿司の子会社・アジアくら寿司（アジアくら寿司）が上場を果たした。
メインボード（Mainboard）と興櫃（Emerging Stock Board）からなり、メインボードでは競売、興櫃ではマーケットメイクによる取引が採用されている。